# NGC 6908
NGC 6908 ist eine linsenförmige Zwerggalaxie vom Hubble-Typ S0 im Sternbild Steinbock auf der Ekliptik. Sie ist schätzungsweise 140 Millionen Lichtjahre von der Milchstraße entfernt und hat einen Durchmesser von etwa 10.000 Lichtjahren. Gemeinsam mit NGC 6907 bildet sie ein gravitativ gebundenes Galaxienpaar.
Das Objekt wurde am 24. September 1864 von Albert Marth entdeckt.